# 八一五派
八一五派是中国重庆文化大革命中的派别，出版报纸有《815战报》、《山城战报》。

## 历史
重庆最早的较大学生造反派组织是重庆大学八一五战斗团，得名自1966年8月15日重庆大学学生与市委书记辛易之冲突。自“八二八”事件（1966年8月28日重大学生与民办学校教师的冲突事件）后，重庆市造反派以“八一五好得很”为口号，统称为“八一五派”。
1967年1月24日至26日，重庆50多个群众组织组成以五十四军代表为首的“重庆市无产阶级革命造反联合委员会筹备会”，宣布夺取重庆市党政机关一切权力。2月8日，“革联会”（全称“重庆市无产阶级革命造反联合委员会”）宣告正式成立。
反革联会一派因其“砸烂革联会”的立场而被称为“砸派”（1967年7月改称“反到底派”）。1967年4月后“砸派”迅速壮大。支持革联会的一派仍被称为“八一五派”。两派陷入激烈武斗。
12月，《山城战报》、《815战报》发表编辑部文章《大局已定，八一五必胜──评四川时局》（实际作者为《815战报》主编周孜仁）。反到底派连续组织文章批判此文。此文引起毛泽东关注，1968年3月15日，周恩来接见四川省革委会筹备小组和驻军代表，说：“毛主席看了许多小报。重庆‘八一五’的《大局已定，八一五必胜》，主席说叫‘反到底’批得一塌糊涂。”
1968年10月15日，重庆市革命委员会在重庆市人民大礼堂举行“两大派革命群众组织撤销总部，掀起斗、批、改新高潮誓师大会”，两派宣告自即日起撤销各自的总部。

## 性质
有人指责“八一五派”为“新老保”，何蜀认为，出现“反到底派”后，两派性质不能再用“革”“保”、“造反”“保守”简单区分。

## 扩展阅读
- 周孜仁，《红卫兵小报主编自述——中国文革四十年祭》，美国溪流出版社，2006年。（作者是重庆大学八一五战斗团的《八一五战报》主编，曾写作《大局已定，八一五必胜》。）
- 黄荣华回忆、何蜀整理，《我怎么成了“江青的干女儿”——原重庆市革命委员会委员、八一五派代表黄荣华自述》，香港：中国文化传播出版社，2013年。（文革爆发时作者是重庆长江电工厂工人，曾任厂八一五联合指挥部常委、重庆市革命委员会委员。）
- 阳增泰回忆，何蜀整理、注释，《写给历史的交待——原重庆八一五派“文攻武卫总司令”自述》，中国文化传播出版社，2014年。（文革爆发时作者是重庆朝阳电机厂调度员，曾任重庆八一兵团总部主要负责人、重庆市革命造反联合委员会常委、八一五派工总部主要负责人、八一五派“文攻武卫总司令”。）
- 黄肇炎，《嘉陵旧梦——一个大学生造反派的成长记忆》，中国文化传播出版社，2014年6月。（作者曾任重庆大学八一五战报编辑。）